# Григалашвили, Тедоре
Тедо́ре Григалашви́ли (груз. თევდორე გრიგალაშვილი; 12 мая 1993) — грузинский футболист, защитник клуба «Сабуртало».

## Карьера

### Клубная
Воспитанник клуба «Зестафони». Дебютировал в грузинской лиге 11 августа 2012 года, выйдя в основном составе в матче 1-го тура против «Мерани» (3:1). В своём дебютном сезоне провёл 26 встреч, в которых забил 1 гол. Всего в родном клубе провёл 63 матча. 1 февраля 2015 года подписал контракт с «Самтредией». Дебютировал в новом клубе 2 мая в матче против «Колхети-1913» (1:1). В июне 2015 года находился на просмотре в «Тереке». 12 июля 2015 года подписал контракт с «Тереком» по схеме «1+3». За «Терек» сыграл 1 раз в матче Кубка России против «Носты».

### В сборной
С 2011 года выступает в юношеских сборных Грузии. Дебютировал 26 мая 2012 года в матче против Боснии и Герцеговины, которая закончилась победой грузинской команды со счётом 4:2. Всего провёл 5 встреч.

## Достижения
«Зестафони»
 Чемпион Грузии
- Чемпион : 2011/12

 Кубок Грузии
- Финалист : 2011/12

 Суперкубок Грузии
- Победитель : 2011/12, 2012/13

 «Самтредиа»
 Кубок Грузии
- Финалист : 2014/15